# Боди (город)
Боди (англ. Bodie) — покинутый город в Калифорнии (США).

## География
Город-призрак Боди находится восточнее Сан-Франциско, в округе Моно, на границе с Невадой.

## История
В 1859 году некий старатель Уильям С. Боди (в некоторых версиях Уотерман или Уэйкман) обнаружил в округе Моно, приблизительно в 20 километрах от озера Моно, в горах Сьерра-Невада крупное месторождение золота. В том же году он замёрз во время снежного бурана, пытаясь добраться до ближайшего городка, чтобы пополнить запасы продовольствия и материалов. Тем не менее члены семьи Боди основали на месте его разработок городок и назвали его именем золотоискателя. В 1861 году они начали здесь добывать золото.
После того, как в 1876 году разрабатывавшая это месторождение Стандард Компани обнаружила ещё одну богатую золотую жилу, Боди стал стремительно расти. Если в 1876 году здесь было всего 30 постоянных жителей, то к 1880 их число достигло 10.000 человек. В это время город процветал: здесь были круглосуточно открыты 65 салунов, был свой квартал красных фонарей, китайский квартал с даоистским храмом, 7 пивоварен, издавалось несколько газет, была открыта своя железнодорожная станция, построены церкви различных направлений. В то же время Боди, этот город времён золотой лихорадки, стал центром преступности и беззакония на Диком Западе; местом, где ежедневно происходили убийства, ограбления, нападения на почтовые дилижансы, и тому подобное.
Через несколько лет, в связи с уменьшением доходов от добычи золота, вызванного падением мировых цен на этот драгоценный металл, жители стали покидать Боди. К 1900 году, то есть за 20 лет, численность населения города уменьшилась в 10 раз. В 1917 году была разобрана ветка железной дороги, ведущая в Боди. После сильного пожара 1932 года, когда выгорел весь деловой центр, судьба Боди была предрешена. В 1942 году здесь закрывается работавшее с 1877 почтовое отделение. Тем не менее, золотые жилы близ города разрабатывались вплоть до середины 60-х годов XX века. Работавшие на них приезжали в Боди из соседних городков.

## Исторический парк штата Боди
В 1962 году был создан исторический парк штата Калифорнии Боди (Bodie State Historic Park). Боди считается наиболее сохранившимся городом-призраком США. В городе можно видеть уцелевшие после пожара 1932 года приблизительно 170 зданий и построек, и среди них церковь, школу, отделение банка, бар, торговую лавку, управление шахтой, старое кладбище и пр. Дома, включая и внутренние помещения, сохраняются в том же виде, какими они были 70-100 лет назад. В шахту, где добывалась золотоносная порода, устраиваются экскурсии. За посещение исторического парка Боди с посетителей взимается плата 5$, администрация внимательно следит за порядком на территории Боди; категорически запрещено брать что-либо с территории парка в качестве «сувениров». Благодаря сухому местному климату, сохранность построек в Боди практически идеальная.